# Bruno Martini
Bruno Martini (Nevers, 25 gennaio 1962 – Montpellier, 20 ottobre 2020) è stato un calciatore e allenatore di calcio francese, di ruolo portiere.

## Carriera
A livello professionistico disputò venti stagioni vestendo le maglie di Nevers (1979-81), Auxerre (1981-83 e 1985-95), Nancy (1983-85) e Montpellier (1995-99), vincendo una Coppa di Francia nel 1994.
Prese parte a 31 partite con la Francia tra il 1990 e il 1993: fu portiere titolare agli europei 1992 e il terzo nel 1996 dietro Lama (titolare) e Barthez (secondo).

## Palmarès

### Giocatore

#### Competizioni nazionali
- Coppa di Francia: 1

Auxerre: 1993-1994

#### Competizioni internazionali
- Coppa delle Alpi: 1

Auxerre: 1987